# Парк Дружби імені академіка Заріфи Алієвої (Ірпінь)
Парк Дружби імені академіка Заріфи Алієвої — парк на розі вулиць Академіка Заріфи Алієвої та Садової в місті Ірпінь. Площа парку — 1 гектар.
Офіційну назву — «Парк Дружби імені академіка Заріфи Азіз кизи Алієвої» — було присвоєно 16 жовтня 2018 року.
Реконструйований 2011 року за сприяння азербайджанської нафтової компанії SOCAR.
Парк названо на честь азербайджанського лікаря-офтальмолога, автора методів лікування очних захворювань Заріфи Азіз кизи Алієвої, дружини колишнього президента Азербайджану Гейдара Алієва.
В 2004 році, на місці майбутнього парку, коштом азербайджанської громади встановили пам'ятник лікареві Алієвій. Автори: скульптор Гурбанов Сейфаддін Алі огли, архітектори В. Рак і Б. Піаніда.
Парк створений для ознайомлення відвідувачів з культурою та відомими людьми Азейбарджану. Має багато зелених насаджень, декоративні дерева, кущі, квіти, лавки для відпочинку та дитячий майданчик зі скульптурами гномів.